# Klimaversicherung
Klimaversicherung ist ein Schlagwort für die Nutzung von Versicherungslösungen als Anpassungsmaßnahmen gegen den Klimawandel in Entwicklungsländern. Als Begriff enthalten in der Klimarahmenkonvention der Vereinten Nationen, sowie des Kyoto-Protokolls, findet das Konzept erhöhte politische Aufmerksamkeit seit der UN-Klimakonferenz auf Bali 2007.
Schon heute werden Versicherungen etwa gegen Elementarschäden wie Sturm und Starkregen in vielen Industrieländern und zunehmend auch Schwellenländern genutzt, um sich gegen Naturgefahren abzusichern. Auch staatliche Akteure fragen Versicherungsprodukte nach, z. B. in der Form so genannter Cat Bonds. Für Entwicklungsländer wird diskutiert, ob Versicherungslösungen eine Alternative für die Generierung von Hilfsgeldern für Naturkatastrophen bieten können. Ein Problem der gegenwärtigen Form internationaler Hilfe im Katastrophenfall ist, dass etwa Nahrungsmittelhilfen keine Anreize für Risikominderung setzen. Um spezifische Markthemmnisse zu überwinden, konzentrieren sich Pilotvorhaben zurzeit vor allem auf Mikroversicherungsprodukte.

## Extremereignisse und Klimawandel
Auf Grund der globalen Erwärmung wird die Häufigkeit und/oder die Intensität von Extremwetterereignissen mit hoher Wahrscheinlichkeit zunehmen, die Auswirkungen werden sich jedoch von Region zu Region unterscheiden. Zu den Ländern, die besonders betroffen sein werden, gehören die kleinen Inselstaaten. Nach dem Vierten Sachstandsbericht des IPCC ist es sehr wahrscheinlich, dass sowohl Maxima als auch Minima der Temperaturen steigen werden, die Anzahl der heißen Tage zunehmen wird und es je nach Region zu einer Veränderung in den Niederschlagsmustern kommt, generell hin zu mehr Starkregenfällen und Dürren. Außerdem schätzt man, dass sich die Intensität tropischer Wirbelstürme in manchen Gebieten erhöht. Auf Grund geringer vorhandener Anpassungskapazität und höherer (menschlicher) Vulnerabilität ist der Handlungsdruck in Entwicklungsländern besonders hoch.

## Markthemmnisse für Versicherungslösungen in Entwicklungsländern
Versicherungen, also eine kollektive Risikoübernahme für statistisch abschätzbare Gefahren und Schadenssituationen, sind schon seit langer Zeit ein Werkzeug zur Anpassung an Wettervariabilität und klimatische Gefahren (etwa Elementarschadenversicherungen, Ernteversicherungen). In Entwicklungsländern werden sie bisher nur selten genutzt. Gründe hierfür sind:

### Geringe ökonomische Leistungsfähigkeit der Nutzer/Nicht vorhandener Versicherungsmarkt
Viele Versicherer haben keinen Anreiz, in klassische Versicherungen in Entwicklungsländer zu investieren, da klassische Versicherungsprodukte schlicht für viele Nutzer unerschwinglich sind. Gründe hierfür sind, neben der geringen ökonomischen Leistungsfähigkeit, hohe Transaktionskosten (z. B. Kosten für Schadensabwicklung; diese sind pro Versicherungs-Police ähnlich, bei kleinen versicherten Beträgen ist der Anteil der Transaktionskosten also ungleich höher), Aufschläge für unsichere Datenlage und Kosten für Rückversicherung, um Auszahlungen in den ersten Jahren zu kompensieren.

### Schlechte Datenlage
Klima- und Risikodaten sind ein grundlegendes Element von Risikomanagement und Anpassung. In vielen Entwicklungsländern, speziell in den ärmsten wie den LDCs, fehlen verlässliche Daten über das Wetter und Quellen von Wetterdaten wie zum Beispiel Wetterstationen. Diese Tatsache birgt zwei Herausforderungen: Erstens ist es nicht einfach, die aktuelle Situation (Temperatur, Niederschlag, Wind) in einem bestimmten Gebiet zu kontrollieren. Dies ist eine Hürde für Wetter- und Klimaversicherungen in Entwicklungsländern, speziell für innovative Indexversicherungen, die ohne eine angemessene Datenlage nicht umsetzbar sind. Zweitens sind Langzeitreihen von relevanten Wetterdaten oft nicht verfügbar. Wo es sie gibt, sind sie oft nicht konsistent bezüglich Zeitspanne und Methodik. In vielen Fällen sind nur Kurzzeitserien vorhanden. Das zweite Problem stellt eine Herausforderung für die statistische Abschätzbarkeit von Gefahren dar.
Es gibt zwei wichtige Maßnahmen, Versicherungen in Entwicklungsländern durchführbar und bezahlbar zu machen: Die Daten verfügbar machen (Wetter, Exposition und Daten über die Vulnerabilität) und die Unsicherheiten über die Daten zu senken. Damit können auch die Prämien reduziert werden. 
Um die Datenverfügbarkeit zu verbessern, können nationale meteorologische Dienste ausgebaut werden. In den letzten Jahren haben Satellitendaten signifikante technologische Fortschritte mit sich gebracht und können oftmals Lücken in den Daten überbrücken.

### Adverse Selektion und „Moral Hazard“
Adverse Selektion beschreibt eine Informationsasymmetrie, die dazu führt, dass übermäßig Nutzer mit einer hohen Risikoexposition ein Versicherungsprodukt nachfragen. Um dieser Asymmetrie zu begegnen, müssen Versicherer erhebliche Kosten aufwenden. Dieses Problem hat sich als besonders relevant bei landwirtschaftlichen Versicherungen gezeigt.
„Moral Hazard“ beschreibt eine mögliche Verhaltensänderung der Versicherungsnutzer nach Erwerb des Versicherungsschutzes, was letztendlich zu fehlkalkulierten Risiken und erhöhten Kosten führt. Landwirtschaftliche Versicherungen sind auch hierfür anfällig.

### Schlechtes regulatorisches Umfeld
Versicherungen benötigen für ihre Umsetzung Rechtsstaatlichkeit und ein passendes und verlässliches regulatorisches Umfeld. Gerade Indexversicherungen werden zum Teil als Glücksspiel angesehen (mit entsprechenden Steuerabschlägen). Kritisch ist oftmals auch fehlendes Humankapital in Entwicklungsländern, um entsprechende Produkte zu entwickeln.

### Lösung: Indexbasierte Versicherungen
Viele angesprochene Probleme lassen sich durch neue Formen der Versicherung begegnen. Indexbasierte oder parametrische Versicherungen etwa zahlen die Versicherungsprämie nicht basiert auf dem festgestellten Schaden, sondern auf Basis der Überschreitung eines Schwellenwerts, der mit dem Schaden korreliert (z. B. Unterschreitung einer bestimmten Regenmenge im Gebiet). Dies ermöglicht eine risikosenkende Anreizstruktur (da die Auszahlung nicht am Schaden gekoppelt ist) und wirkt „Moral Hazard“ entgegen. Auch Informationsasymmetrien treten weniger häufig auf, da der Wissenstand zum Index von Nutzer und Versicherer gleich ist. Da auch die kostspielige Schadensermittlung wegfällt, sinken auch die Transaktionskosten. Allerdings besteht die Gefahr des Basis-Risikos, d. h. Nutzer erhalten mitunter keine Entschädigung trotz erlittener Verluste, da der Index nicht ausgelöst wurde.

## Existierende Versicherungslösungen gegen Extremereignisse in Entwicklungsländern

### Mikroebene
Als Beispiel für ein Versicherungsprogramm auf Mikroebene kann das indexbasierte Versicherungsprogramm für Erdnuss-Kleinbauern in Malawi angeführt werden. Die Bauern sind etwa alle 8–10 Jahre von Dürren betroffen, welche zu Ernteausfällen führen. Kreditanbieter befürchten Zahlungsausfälle und offerieren daher Kleinbauern nur zögerlich Kredite. Eine indexbasierte Versicherung deckt diese Zahlungsunfähigkeit ab und erhöht dadurch den Kreditzugang der Bauern. Als Index dient die Regenmenge, die durch die örtliche Wetterstation aufgezeichnet wurde. Dabei erfolgt eine Auszahlung, wenn kritische Schwellenwerte während der Wachstumsperiode unterschritten werden. Landwirte, die Risikovorsorge betrieben haben und weniger Schaden erleiden, erhalten die gleiche Auszahlung.

### Makroebene
Ein Beispiel für einen Versicherungsmechanismus auf Makroebene ist die Caribbean Catastrophe Risk Insurance Facility (CCRIF). Die CCRIF wurde entwickelt, um CARICOM-Regierungen die dringend benötigte Liquidität unmittelbar nach einem Hurrikan oder Erdbeben zu ermöglichen. Dabei wird ein parametrischer Mechanismus genutzt, der eine Auszahlung auslöst, wenn ein vordefiniertes Schadenslevel erreicht ist. Durchführende Institutionen sind die CARICOM-Regierungen, die Weltbank und eine multilaterale Gebergruppe.
Die CCRIF ist ein gemeinnütziger Versicherungsmechanismus im Besitz einer Stiftung, die jene CARICOM-Regierungen begünstigt, die am „pooling scheme“ teilnehmen. Die operativen Funktionen und das Risikomanagement des Pools werden von privaten Risikomanagement-Unternehmen ausgeführt. Indem die Risiken auf die Mitglieder verteilt werden, dient der CCRIF als ein Risikoabnehmer und kann daher einen Versicherungsschutz zu einem verhältnismäßig geringen Aufpreis bereitstellen. CCRIF-Mitgliedsländer können über den Deckungsgrad eines jeden ihrer Versicherungsrisiken entscheiden. Der CCRIF hat nach der verheerenden Erdbebenkatastrophe 2010 7,75 Millionen US-Dollar an Haiti ausgezahlt. Auch nach den Hurrikanen Earl und Thomas folgten Zahlungen an die Regierungen von Anguilla, Barbados, St. Lucia und St. Vincent. Die Auszahlung an Haiti stellte mehr als die Hälfte der zur Verfügung stehenden Liquidität durch internationale Hilfen in den ersten 10 Wochen dar. Auch entwickelt der CCRIF weitere Produkte für Starkregenereignisse, nachdem sich gezeigt hat, dass viele der Hurrikanschäden nicht durch Wind, sondern durch Regen erzeugt werden.

## Versicherung in den UN-Klimaverhandlungen
Der Aktionsplan von Bali verlangt ausdrücklich nach einer „Berücksichtigung von Mechanismen der Risikoteilung sowie von Transferleistungen wie Versicherungen“ als einem Mittel, um Verluste und Schäden in besonders vom Klimawandel betroffenen Entwicklungsländern anzugehen. Damit wird der in Artikel 4.8 der UN-Klimarahmenkonvention (UNFCCC) und Artikel 3.14 des Kyoto-Protokolls angelegte Auftrag, Versicherungsinstrumente besonders zu berücksichtigen, unterstützt. Bei der Klimakonferenz in Cancún haben die Vertragsstaaten der Rahmenkonvention beschlossen, dass Versicherungsansätze und andere Vorsorgestrategien gegen Extremereignisse als Maßnahmen zur Anpassung an den Klimawandel zu verstehen sind und gefördert werden sollen. Außerdem wurde ein Arbeitsprogramm aufgesetzt, welches weitergehende Empfehlungen zu verschiedenen Ansätzen, u a. einer internationalen Versicherungsfazilität, erarbeiten soll.

## Überlegungen zu einem Internationalen Versicherungsmechanismus

### Der Vorschlag der Allianz der kleinen Inselstaaten (AOSIS)
Aus der Sicht der Allianz der kleinen Inselstaaten sollte ein wichtiger Teil des Post-2012-Abkommens ein „Multi-Window-Mechanismus“ sein, der auf Schäden und Verluste zugeschnitten ist, die durch den Klimawandel verursacht werden. Dieser Multi-Window-Mechanismus soll aus drei miteinander verflochtenen Komponenten bestehen. Erstens einer Versicherungskomponente, zweitens einer Rehabilitations- bzw. Kompensationskomponente und drittens einer Risikomanagementkomponente.
Diese drei Komponenten spielen dabei unterschiedliche wie auch komplementäre Rollen und schließen die notwendigen Bestandteile eines integrierten Ansatzes zur Minderung von Risiken, zum Risikotransfer und zum Risikomanagement mit ein. Alle drei Komponenten zusammen sollen die Anpassungskapazitäten insgesamt verbessern. Dabei soll die Versicherungskomponente den kleinen Inselstaaten helfen, mit den finanziellen Risiken, die durch immer häufigere und schwerere Extremwetterereignisse verursacht werden, fertigzuwerden. Die Rehabilitations- bzw. Kompensationskomponente wird auf Grund von zunehmenden Schäden und Verlusten notwendig werden. Die Risikomanagementkomponente soll Risikoprüfungs- und Risikomanagementmechanismen unterstützen und verbreiten sowie Informationen für die anderen beiden Komponenten bereitstellen.
Leitlinien sollen dabei staatliche Verantwortung, das Prinzip 13 der Rio-Deklaration (Kompensation gegenüber Opfern von Umweltzerstörung), das Verursacherprinzip, das Prinzip der gemeinsamen, aber differenzierten Verantwortung (Artikel 3 der Klimarahmenkonvention), Gerechtigkeitsprinzipien wie das Prinzip der Gerechtigkeit zwischen den Generationen und nicht zuletzt internationale Solidarität sein.
Übergeordnetes Ziel ist es, einen Mechanismus zu etablieren, der die Verletzlichkeit der kleinen Inselstaaten und der Least Developed Countries (LDCs) senkt und deren Anpassungskapazitäten gegenüber Klimarisiken stärkt. Für die Finanzierung wird externe Unterstützung als notwendig gesehen. Die Gelder sollen dem Verursacherprinzip folgend aus den Industrieländern (den Annex-I-Staaten der Klimarahmenkonvention) stammen und vorzugsweise durch Mechanismen unter dem Dach der Klimarahmenkonvention umgesetzt werden.

### Der Vorschlag der Munich Climate Insurance Initiative (MCII)
Die Munich Climate Insurance Initiative wurde im April 2005 von Versicherern, Klimawandel- und Klimaanpassungsexperten, Nichtregierungsorganisationen und Wissenschaftlern gegründet. Vorangegangen war die Erkenntnis, dass Versicherungslösungen eine wichtige Rolle bei der Anpassung an den Klimawandel spielen können.
Die Initiative schlägt ein Versicherungsmodul mit den zwei tragenden Säulen Prävention und Versicherung als Teil eines breit angelegten Anpassungsfonds vor. Die Präventionsstrategie betrachtet eine Reduktion der humanitären und ökonomischen Verluste als ihre Hauptaufgabe. Die Versicherungsstrategie verfügt demgegenüber über zwei Stufen. Die erste Stufe besteht aus einem klimabezogenen Versicherungspool, welcher einen vorgegebenen Anteil der hohen Verlustrisiken in verwundbaren Entwicklungsländern abdecken würde. Die zweite Stufe würde technische sowie andere Formen der Unterstützung bereitstellen, um gekoppelte öffentlich-private Versicherungssysteme zu ermöglichen, die Risiken mittlerer Ordnung in diesen Ländern abdecken. Dieses zweigliedrige Versicherungssystem würde erstens den Grundsätzen entsprechen, die von der Klimarahmenkonvention für die Finanzierung und Auszahlung von Anpassungsmitteln aufgestellt wurden sowie zweitens Unterstützung für die am meisten Gefährdeten gewährleisten und drittens den Privatsektor einbeziehen.

## Kritik
Die Nichtregierungsorganisation Christian Aid kritisiert, dass die bisherigen Modelle von Klimaversicherungen nach einem „Top-Down“-Ansatz konzipiert sind. Dadurch wird über Prämienauszahlungen weit weg von den Verwundbaren entschieden. Dies kann eine Partizipation der Zivilgesellschaft sehr schwierig machen. Zudem können Katastrophenversicherungen nur einen Teil des Schadens abdecken, zusätzliche Maßnahmen sind notwendig.
Ein Nachteil der Caribbean Catastrophe Risk Insurance Facility (CCRIF) ist, dass bei ihr die Schäden an der staatlichen Infrastruktur bemessen werden. Wenn diese jedoch vorher schon wenig ausgebaut war, werden die Schäden als niedrig eingestuft. Allgemein dienen CCRIF-Auszahlungen in erster Linie dazu, öffentliche Dienstleistungen zu garantieren, um die Infrastruktur wiederherzustellen und die Regierungen beim Wiederaufbau zu unterstützen. Es geht also weniger darum, den Verletzlichsten direkte Hilfe anzubieten. Ein weiteres Problem ist, dass die CCRIF nur für Schäden zahlt, die direkt durch Stürme verursacht wurden und nicht für andere, indirekt durch Stürme ausgelöste Schäden, wie zum Beispiel Fluten. Seitens der Regierungen und Nichtregierungsorganisationen herrscht mangelndes Wissen über die CCRIF. Auch lokale Gemeinschaften haben wenig Anteil an und Bewusstsein über die CCRIF.